# Миженец
Миженец (укр. Міженець) (до 1895 г. — Нижнец) — село в Добромильской городской общине Самборского района Львовской области Украины. Население — 898 чел.
Село Миженец расположено в 42 км от города Старый Самбор и в 9 км от железнодорожной станции Нижанковичи, на берегах речки Вырвы.
Существующий сейчас в селе храм Всех Святых был построен на средства Адама-Иосифа Мнишека в 1772 г. Мнишеки также основали в Миженце госпиталь-приют для убогих (1758).
В 1880—1890 гг. князь Адам Любомирский построил здесь свой замок — дворец, который во время боев в первую мировую войну в 1914 г. сгорел, а его руины были разобраны. В конце XIX века при строительстве дворца в селе был посажен парк — дендрарий. В нем было собрано более 170 видов деревьев. В настоящее время парк частично сохранился.
На территории села исследованы курганы эпохи меди (III тысячелетие до н. э.).